# Deceptor bidoupensis
Deceptor bidoupensis är en orkidéart som först beskrevs av Pierre Tixier och André Guillaumin, och fick sitt nu gällande namn av Gunnar Seidenfaden. Deceptor bidoupensis ingår i släktet Deceptor, och familjen orkidéer.
Artens utbredningsområde är Vietnam. Inga underarter finns listade i Catalogue of Life.